# 久御山町立佐山小学校
久御山町立佐山小学校（くみやまちょうりつ さやましょうがっこう）は、京都府久御山町佐古内屋敷にある公立小学校。

## 概要
明治5年開校の佐古小学校を起源とする歴史のある小学校である。久御山町東部の旧佐山村を主な校区とする。2023年4月現在の校長は、今西伸である。軽度の知的障害児を受け入れる特別支援学級、「若草学級」がある。

## 沿革
- 1872年（明治5年） - 佐古小学校開校
- 1873年（明治6年） - 現在地に移転
- 1887年（明治20年） - 小学校令に基づき佐古尋常小学校に改称
- 1901年（明治34年） - 佐古尋常小学校に高等科を設置し、佐古尋常高等小学校へ改称
- 1903年（明治36年） - 農業補習学校を併設
- 1926年（大正15年）6月21日 - 小作争議が激化。小作人側が同盟休校を行った[1]。
- 1940年（昭和15年） - 青年訓練所併設
- 1941年（昭和16年） - 国民学校令により、佐山国民学校に改称
- 1947年（昭和22年） - 学制改革により、佐山村立佐山小学校に改称
- 1953年（昭和28年） - 台風13号で浸水
- 1954年（昭和29年） - 久御山町立佐山小学校へ改称
- 1955年（昭和30年） - 校舎を増築
- 1964年（昭和39年） - 給食室完成に伴い完全給食開始
- 1971年（昭和46年） - プール竣工、中校舎を改修
- 1972年（昭和47年） - 南校舎を改修
- 1972年（昭和47年） - 創立100周年
- 1975年（昭和50年） - 久御山町立東角小学校を分離
- 1976年（昭和51年） - 学校給食指導優秀校として文部大臣表彰受賞
- 1977年（昭和52年） - 給食指導優秀校として京都府教育委員会表彰受賞
- 1980年（昭和55年） - 校舎を増築
- 1990年（平成2年） - コンピューター教室を設置
- 1991年（平成3年） - 附属幼稚園を移転・開園
- 1993年（平成5年） - 大規模改修工事竣工
- 1994年（平成6年） - 防球フェンス設置
- 1996年（平成8年） - 中校舎の耐震補強工事竣工
- 2002年（平成14年） - プールの大規模改修工事竣工
- 2003年（平成15年） - 110番通報装置設置
- 2004年（平成16年） - 南校舎の耐震補強工事竣工
- 2012年（平成24年） - 創立140周年
- 2022年（令和4年） - 創立150周年

## 主な進学先
- 久御山町立久御山中学校

## 交通
- 近鉄京都線久津川駅から、徒歩約1.6km・約24分。

## 通学区域が隣接している学校
- 久御山町立御牧小学校
- 京都市立美豆小学校
- 八幡市立有都小学校
- 城陽市立古川小学校
- 宇治市立平盛小学校
- 久御山町立東角小学校
- 宇治市立伊勢田小学校
- 宇治市立西小倉小学校
- 京都市立向島秀蓮小中学校